# Il fidanzato, l'attrice e il ruffiano
Il fidanzato, l'attrice e il ruffiano (Der Bräutigam, die Komödiantin und der Zuhälter) è un cortometraggio del 1968 diretto da Jean-Marie Straub.

## Trama
Formato da cinque brevi racconti, i tre personaggi del titolo si incontrano fra loro e con altri mischiando la loro vita reale con quella rappresentata sul palco di un teatro.